# La Teulera (Rivert)
La Teulera és un paratge constituït per antics camps de conreu quasi del tot abandonats en l'actualitat del terme municipal de Conca de Dalt, a l'antic terme de Toralla i Serradell, al Pallars Jussà, en territori del poble de Rivert.
Està situat al sud del poble de Rivert, a migdia de la Solana de la Foradada i a ponent d'Escarruixos, a l'esquerra del barranc dels Escarruixos, al nord dels Obacs.